# Ráth-Végh István
Ráth-Végh István, 1909-ig Ráth István (Pest, 1870. november 23. – Budapest, Erzsébetváros, 1959. december 18.) jogász, táblabíró, ügyvéd, író, művelődéstörténész.
Igazi területe a művelődéstörténet kuriózumainak könnyed, humoros formában való feldolgozása. Írásai félig esszék, félig azonban a szépirodalom körébe tartoznak.

## Élete
Ráth Károly és Végh Gizella gyermeke, Ráth György és Ráth Mór unokaöccse. Édesanyja révén a Végh-család leszármazottja, ezért Ferenc József 1909-ben a fiágon kihalt Végh család nemesi jogát adományozta neki. Az ELTE Állam- és Jogtudományi Kar szerzett doktorátusi fokozatot. 1927. július 23-án Budapesten, a IV. kerületben házasságot kötött a 30 évvel fiatalabb Zipernovszky Mária Franciska hegedűművésszel, zenepedagógussal (Zipernovsky Fülöp Ferenc és Kladivlev Mária Magdolna lánya). Büntetőjogász volt, de egész életét a művelődéstörténet furcsaságainak és érdekességeinek kutatására szentelte. Halálát agyvérzés utáni állapot, érelmeszesedés, cukorbetegség és tüdőgyulladás okozta. Hagyatéka az Országos Széchényi Könyvtárba került.

### Családi kapcsolatai
- Édesapja: Ráth Károly iparszervező, politikus, királyi tanácsos.
- Felesége Zipernovszky Mária hegedűművész volt.
- Nagybátyjai:
  - Ráth Mór könyvkereskedő és kiadó, 1848-as honvéd, az 1860-as évek egyik szellemi központjának kialakítója
  - Ráth György híres műgyűjtő, akinek gyűjteményét ma egykori lakóházában állították ki (Ráth György-villa)

A Budapesti Tudományegyetem jog- és államtudományi karán doktorált, ezután a bírói kar vette tagjai közé. 1913-tól fiatalkorúak bírájaként jogászi gyakorlatot folytatott, 1921–1934 között ügyvéd.
A Jogtudományi Közlöny munkatársa volt. Állandó tagja a tudományok népszerűsítésére alapított Uránia magyar tudományos színháznak. Segédkezett a Grecsák Károly szerkesztésében megjelent Codex Hungaricus és a döntvénytárak összeállításában. Regényeket is írt.
Kultúrtörténet-íróként megjelentetett szatirikus-humoros hangvételű könyveivel nevet és népszerűséget szerzett magának a szélesebb nagyközönség körében is. E munkássága főleg életének utolsó évtizedeire esik. 1957–1959 között Tiszay Andorral és Agárdi Ferenccel a Hasznos mulatságok c. ismeretterjesztő sorozatot szerkesztette. A háború alatt a Ráth György utca 26. szám alatti villája súlyosan megrongálódott, így feleségével a Wesselényi utca 4-be költöztek. Idős korára fél szemére megvakult, de az utolsó percig dolgozott. Összegyűjtött művelődéstörténeti írásai halála után hétkötetes sorozatban jelentek meg, 1962–1967 között.

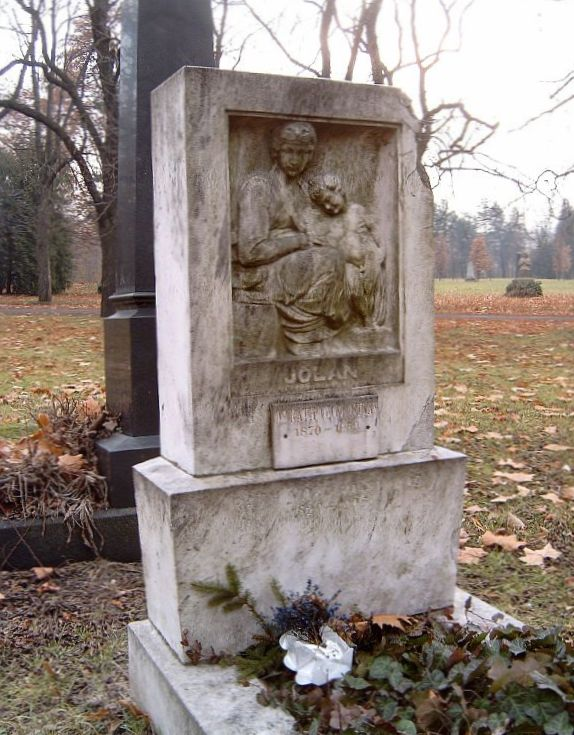
Ráth-Végh István és Ráth Mór sírja. Kerepesi temető 29/1-1-29.

## Főbb művei
- A divat (társadalmi színjáték, 1909) (Kritika Fenyő Miksától, Téglás Bélától)
- Választási bíráskodás, választói jog, közigazgatási és pénzügyi határozatok; telekkönyvi és ügyvédi rendtartás; örökösödési eljárás; bírák felelőssége; összeáll. Ráth-Végh István; Grill, Budapest, 1912 (Új döntvénytár)
- Bűnvádi perrendtartás. A M. Kir. Curiának ... elvi jelentőségű határozatai; összeáll. Ráth-Végh István; Grill, Budapest, 1912 (Új döntvénytár)
- Büntető törvény. A M. Kir. Curiának és más ítélőhatóságoknak elvi jelentőségű határozatai; összeáll. Ráth-Végh István; Grill, Budapest, 1912 (Új döntvénytár)
- Októberi rózsa. Az ezüstös halántékú férfi és az aranyhajú leány története, regény; Franklin, Budapest, 1921
- Chère szívem, regény; Dick, Budapest, 1930
- Az ércmadár, fantasztikus kalandregény; Franklin, Budapest, 1930 (újra kiadva: Debrecen, 1989 Könyvismertető)
- Magyar kuriózumok; Rózsavölgyi, Budapest, 1934 (Ismertető)
- Az erényöv / története / a bíróság előtt / a szépirodalomban; összeáll., ford., Végh István néven; Rózsavölgyi, Budapest, 1936 (Magyar Elzevirek)
- A könyv komédiája; Cserépfalvi, Budapest, 1937
- Az emberi butaság kultúrtörténete; Cserépfalvi, Budapest, 1938
- Új butaságok az emberiség kultúrtörténetéből; Cserépfalvi, Budapest, 1939
- Vége az emberi butaságnak; Cserépfalvi, Budapest, 1940
- A szerelem regényes életrajza; Cserépfalvi, Budapest, 1941 (Cserépfalvi kiadóvállalat szép könyvei)
- A házasság regényes életrajza; Cserépfalvi, Budapest, 1942
- Az asszonyi hűtlenség története; Cserépfalvi, Budapest, 1943
- Fekete krónika; Cserépfalvi, Budapest, 1944
- A varázsvessző. Régi és új babonák. Furcsaságok-érdekességek; Fővárosi Könyvkiadó, Budapest, 1945
- Kalandorok és titokzatos történetek; Fővárosi Könyvkiadó és Nyomda, Budapest, 1947
- A sátán és cimborái; Fővárosi Könyvkiadó, Budapest, 1948
- Bolondünnep; Fővárosi Könyvkiadó, Budapest, 1950
- Az emberek butításának történetéből; Művelt Nép, Budapest, 1952
- Fejedelmi bálvány; Művelt Nép, Budapest, 1954
- Két évezred babonái; Ifjúsági, Budapest, 1954; Könyvismertető
- Magyar kuriózumok; ifjúsági kiadás; Ifjúsági, Budapest, 1955
- Mendemondák és történelmi hazugságok; Művelt Nép, Budapest, 1956
- A régi Pest-Buda; összeáll. Ráth-Végh István; Bibliotheca, Budapest, 1957 (Hasznos mulatságok)
- A pénz komédiája; Bibliotheca, Budapest, 1957
- Fekete krónika; 2. javított kiad.; Bibliotheca, Budapest, 1958 (Ismertető)
- Anekdoták, furcsaságok; Móra, Budapest, 1958
- A könyv komédiája; bővített, átdolgozott kiadás; Gondolat, Budapest, 1959
- Az emberi butaság; röv. kiadás; Gondolat, Budapest, 1963 Könyvajánló
- Szerelem, házasság; röv. kiadás; Gondolat, Budapest, 1964 (Sikerkönyvek)
- A fáraó átka; válogatás; Móra, Budapest, 1977 (Delfin könyvek)
- A tengeri kígyó; válogatás; Móra, Budapest, 1980 (Delfin könyvek)
- A sétáló falevél; válogatás; Móra, Budapest, 1985 (Delfin könyvek)
- A szerelmes ördög; válogatás; Móra, Budapest, 1993
- Csalók, tolvajok, kurtizánok; válogatás; Elektra Kiadóház, Budapest, 2003

### Összegyűjtött műveisorozat (művelődéstörténeti írások hét kötetben, 1962-1967)
- Az emberi butaság (Gondolat, Budapest, 1962) Könyvajánló
- Szerelem és házasság (Gondolat, Budapest, 1963)
- Hatalom és pénz (Gondolat, Budapest, 1964)
- Tarka históriák (Gondolat, Budapest, 1964)
- A varázsvessző (Gondolat, Budapest, 1966)
- Fekete krónika (Gondolat, Budapest, 1967)
- A könyv komédiája; 3., bővített kiadás Gondolat, Budapest, 1967

### Hangoskönyv
- Ráth-Végh István: Vége az emberi butaságnak. A különc élete és halála. Válogatás; hangoskönyv, felolvassa Selmeczi Tibor; Sonore, Solymár, 2005

## Emlékezete
- Sírja Budapesten a Kerepesi temetőben található. (29/1-1-29.)
- Halálának 50. évfordulójáról a Petőfi Irodalmi Múzeumban emlékeztek meg 2009. december 7-én: A könyv komédiája – a könyv tragédiája? Emlékest az 50 éve elhunyt Ráth-Végh István (1870–1959) tiszteletére[9]